# Shiho Kohata
Shiho Kohata (高畑 志帆, Kohata Shiho), née le 12 novembre 1989, est une joueuse internationale de football japonaise.

## Biographie
Le 18 mai 2014, elle fait ses débuts avec l'équipe nationale japonaise lors de la Coupe d'Asie 2014, contre l'équipe de Jordanie. Elle compte 2 sélections en équipe nationale du Japon entre 2014 à 2015.

## Statistiques
Le tableau ci-dessous présente les statistiques de Shiho Kohata en équipe nationale
| Équipe du Japon | Équipe du Japon | Équipe du Japon |
| Année           | Matchs          | Buts            |
| --------------- | --------------- | --------------- |
| 2014            | 1               | 0               |
| 2015            | 1               | 0               |
| Total           | 2               | 0               |

## Palmarès
- Vainqueur de la Coupe d'Asie 2014